# حزب الاتحاد للتنمية

حزب الاتحاد للتنمية (بالفرنسية: Parti de l'Union pour le Développement)‏ هو حزب سياسي في غينيا. في الانتخابات البرلمانية التي أجريت في 30 يونيو 2002، فاز الحزب بنسبة 0.66 ٪ من الأصوات الشعبية ومقعد واحد من أصل 114 مقعدًا.